# NGC 5413
NGC 5413 је елиптична галаксија у сазвежђу Змај која се налази на NGC листи објеката дубоког неба.
Деклинација објекта је + 64° 54' 41" а ректасцензија 13h 57m 53,5s. Привидна величина (магнитуда) објекта NGC 5413 износи 13,8 а фотографска магнитуда 14,8. NGC 5413 је још познат и под ознакама UGC 8901, MCG 11-17-12, CGCG 317-12, NPM1G +65.0100, near SAO 16234, PGC 49677.